# Chang Chih-sheng
Pour les articles homonymes, voir Chang.
Dans ce nom chinois, le nom de famille, Chang, précède le nom personnel Chih-sheng.
Chang Chih-sheng, né le 7 février 2002, est un coureur cycliste taïwanais. Il participe à des compétitions sur route et sur piste.

## Biographie
En 2019, Chang Chih-sheng devient vice-champion de Taïwan du contre-la-montre juniors (moins de 19 ans). Il participe aussi aux championnats d'Asie sur piste juniors, où il se classe troisième du scratch et de l'omnium. Trois ans plus tard, il termine deuxième du championnat de Taïwan sur route chez les élites. Il participe également à quelques compétitions dans le calendrier amateur basque, avec une sélection taïwanaise. 
En 2023, il décroche la médaille d'argent dans la course aux points aux championnats d'Asie, disputés à Nilai,. Il finit aussi sixième de l'omnium aux Jeux asiatiques. Sur route, il prend la quatrième place de son championnat national. 

## Palmarès sur piste

### Championnats d'Asie
- Jakarta 2019
  -  Médaillé de bronze du scratch juniors
  -  Médaillé de bronze de l'omnium juniors
- Nilai 2023
  -  Médaillé d'argent de la course aux points

### Championnats nationaux
- 2023[3]
  -  Champion de Taïwan de poursuite
  - 2e du championnat de Taïwan de l'américaine
  - 2e du championnat de Taïwan de l'omnium
- 2024[4]
  -  Champion de Taïwan de poursuite
  -  Champion de Taïwan de l'américaine (avec Xu Shi-ru)
  - 2e du championnat de Taïwan de l'omnium

## Palmarès sur route
- 2019
  - 2e du championnat de Taïwan du contre-la-montre juniors
- 2022
  - 2e du championnat de Taïwan sur route